# Duca di Cumberland
Quello di Duca di Cumberland era un titolo nobiliare ereditario riservato ai membri della famiglia reale inglese (Pari d'Inghilterra ed in seguito di Gran Bretagna). Il nome si riferisce alla contea di Cumberland.
Nel 1644 il Cumberland fu elevato a ducato da contea.

## Storia

### Duca di Cumberland

#### Prima creazione (1644)
La prima creazione avvenne nel 1644 quando il re d'Inghilterra Carlo I Stuart nominò duca Rupert del Reno, figlio di sua sorella Elisabetta Stuart e dell'Elettore Palatino e re di Boemia Federico V. 
| Immagine | Nome                   | Nascita          | Consorte    | Inizio della detenzione del titolo | Morte             | Note                                                                      | Stemma                 |
| -------- | ---------------------- | ---------------- | ----------- | ---------------------------------- | ----------------- | ------------------------------------------------------------------------- | ---------------------- |
|          | Ruperto del Palatinato | 17 dicembre 1619 | Morì celibe | 1644                               | 29 novembre 1683) | Figlio di Federico V del Palatinato e nipote di re Carlo I d'Inghilterra. | Blasone del Palatinato |

#### Seconda creazione (1689)
Rupert morì senza una discendenza legittima e così il titolo venne conferito nel 1689 a Giorgio, principe consorte della regina di Gran Bretagna Anna Stuart, figlia di re Giacomo II. Nel 1708 il principe morì senza eredi e il titolo si perse una seconda volta.
| Immagine | Nome                 | Nascita       | Consorte              | Inizio della detenzione del titolo | Morte           | Note | Stemma             |
| -------- | -------------------- | ------------- | --------------------- | ---------------------------------- | --------------- | --- | ------------------ |
|          | Giorgio di Danimarca | 2 aprile 1653 | Anna di Gran Bretagna | 1689                               | 28 ottobre 1708 | Figlio di re Federico III di Danimarca e marito della regina Anna di Gran Bretagna. Morì senza discendenza. | Blasone di Giorgio |

#### Terza creazione (1689)
La terza creazione del titolo avvenne per Guglielmo Augusto di Hannover, figlio del re Giorgio II. Altri titoli riservati al principe furono marchese Berkhampstead, conte di Kennington, visconte Trematon e barone Alderney; Guglielmo Augusto morì senza figli e il titolo si perse per la terza volta.
| Immagine | Nome                          | Nascita        | Consorte    | Inizio della detenzione del titolo | Morte           | Note                                             | Stemma                       |
| -------- | ----------------------------- | -------------- | ----------- | ---------------------------------- | --------------- | ------------------------------------------------ | ---------------------------- |
|          | Guglielmo Augusto di Hannover | 15 aprile 1721 | Morì celibe | 27 luglio 1726                     | 31 ottobre 1765 | Quarto figlio di re Giorgio II di Gran Bretagna. | Blasone di Guglielmo Augusto |

### Duca di Cumberland e Strathearn (1766)
Il titolo fu ripristinato, con una variante nel nome, che cambiò in "Cumberland e Strathearn", per il principe Enrico Federico, terzo figlio di Federico, principe di Galles. Come i suoi predecessori nel titolo, Enrico morì senza discendenza e il titolo, per la quarta volta, non venne trasmesso.
| Immagine | Nome                        | Nascita         | Consorte      | Inizio della detenzione del titolo | Morte             | Note | Stemma                     |
| -------- | --------------------------- | --------------- | ------------- | ---------------------------------- | ----------------- | --- | -------------------------- |
|          | Enrico Federico di Hannover | 7 novembre 1745 | Anne Luttrell | 1765                               | 18 settembre 1790 | Terzo figlio di Federico, principe di Galles e nipote di Giorgio II di Gran Bretagna. Morì senza discendenza. | Blasone di Enrico Federico |

### Duca di Cumberland e Teviotdale (1799)
L'ultima creazione avvenne per Ernesto Augusto Hannover, che divenne duca di Cumberland e Teviotdale. Egli era figlio di re Giorgio III del Regno Unito e divenne re di Hannover. 
| Immagine | Nome                          | Nascita           | Consorte                         | Inizio della detenzione del titolo | Morte            | Note                                                | Stemma                     |
| --- | ----------------------------- | ----------------- | -------------------------------- | ---------------------------------- | ---------------- | --------------------------------------------------- | -------------------------- |
| | Ernesto Augusto I di Hannover | 5 giugno 1771     | Federica di Meclemburgo-Strelitz | 24 aprile 1799                     | 18 novembre 1851 | Figlio quintogenito di Giorgio III del Regno Unito. | Blasone di Ernesto Augusto |
| | Giorgio V di Hannover         | 27 maggio 1819    | Maria di Sassonia-Altenburg      | 18 novembre 1851                   | 12 giugno 1878   | Figlio di re Ernesto Augusto I di Hannover.         | Blasone di Giorgio         |
| | Ernesto Augusto di Hannover   | 21 settembre 1845 | Thyra di Danimarca               | 12 giugno 1878                     | 14 novembre 1923 | Figlio di re Giorgio V di Hannover.                 | Blasone di Ernesto Augusto |
| Ernesto fu accusato di aver favorito la Germania durante la prima guerra mondiale e nel 1919 gli venne dunque tolto il titolo a seguito del Titles Deprivation Act 1917 che però contemplava la possibilità per gli eredi di fare ricorso, possibilità di cui gli stessi non hanno mai approfittato (come nel caso similare del Duca d'Albany). |                               |                   |                                  |                                    |                  |                                                     |                            |